# Innerthal
Ne doit pas être confondu avec Innthal.
Innerthal est une commune suisse du canton de Schwytz, située dans le district de March.

## Géographie

Vue aérienne par Walter Mittelholzer (1923)

Innerthal mesure 50,16 km2.

## Démographie
Innerthal compte 180 habitants fin 2022. Sa densité de population atteint 4 hab./km2.
Le graphique suivant résume l'évolution de la population d'Innerthal entre 1850 et 2008 :